# ザ・シーキング
ザ・シーキング
(The Seeking) は、アメリカ合衆国のクリスチャン・メロディック・ハードコア・バンド。
2010年結成、2014年解散。

## 来歴
- 2010年、ベンとディランによって結成。その後、グレイソン、テイラー、シェーンが加わる[1]。
- 2012年、Razor & Tie Records と契約し、デビューアルバム「Yours Forever」をリリース[1]。
- 2014年、公式フェイスブックにて解散を発表[3]。あまりにも多くのメンバーが脱退した為だという[2]。

## メンバー
- テイラー・グリーン／Taylor Green - ボーカル
- ディラン・ハウスライト／Dylan Housewright - ギター、ボーカル
- グレイソン・スミス／Grayson Smith - ギター
- シェーン・ティラー／Shane Tiller - ベース
- ベン・ウッド／Ben Wood - ドラムス